# Irwin Russell
Pour les articles homonymes, voir Russell.
Irwin Russell (né le 3 juin 1853 à Port Gibson, Mississippi et mort le 23 décembre 1879 ) est un écrivain et poète américain.

## Biographie

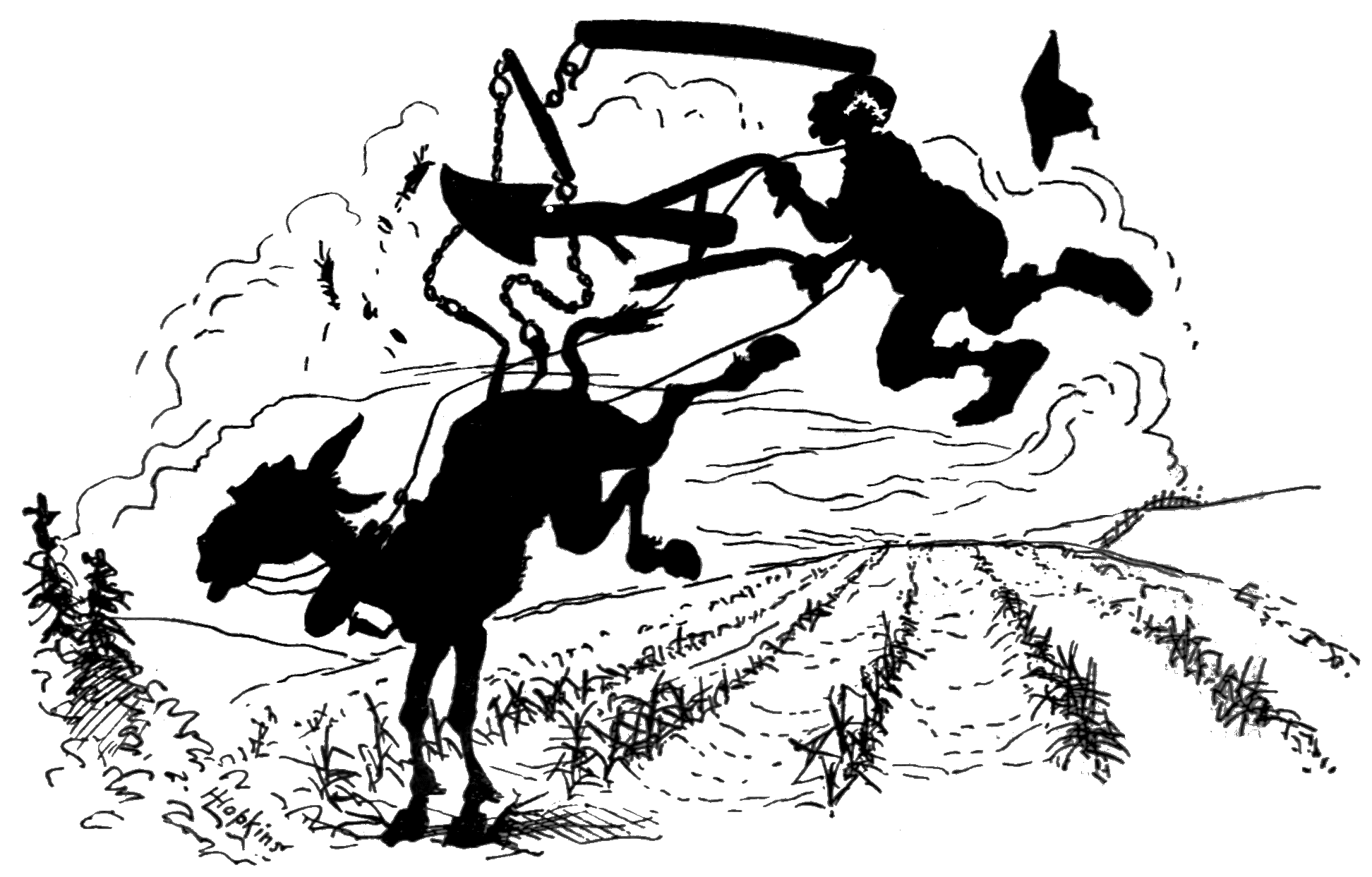
Illustration d'un poème d'Irwin Russell paru dans Scribner's Monthly et intitulé Nebuchadnezzar.

Irwin Russell est étudiant à la Saint Louis University et devient avocat à 19 ans. En 1876, il commence à publier dans le Scribner’s Monthly Magazine et part vivre à New York en 1879 avec l'intention de s'immerger dans la vie littéraire nationale. Après la mort de son père en avril 1879, Irwin Russell s'établit à La Nouvelle-Orléans. En raison de son alcoolisme, d'un contact avec la typhoide, il meurt en décembre 1879.

## Œuvres
- Poems. New York : Century, 1888.
- Christmas-Night in the Quarters, And Other Poems. New York, Century, 1917.
- Christmas Night in the Quarters. Jackson, Mississippi Historical Society, 1970.